# Diocèse de Civitavecchia-Tarquinia
Le diocèse de Civitavecchia-Tarquinia (en latin : Dioecesis Centumcellarum-Tarquiniensis ; en italien : Diocesi di Civitavecchia-Tarquinia) est un diocèse de l'Église catholique en Italie sous exemption et appartenant à la région ecclésiastique du Latium.

## Territoire
Le diocèse couvre deux provinces : Une partie se trouve dans la ville métropolitaine de Rome Capitale, l'autre partie de la ville métropolitaine est partagée par les sept diocèses suburbicaires (Albano, Frascati, Palestrina, Porto-Santa Rufina, Sabina-Poggio Mirteto, Velletri-Segni et Ostie) et par les diocèses de Rome, Tivoli, d'Anagni-Alatri et de Civita Castellana. L'autre partie est dans la province de Viterbe dont l'autre fraction est située dans les diocèses de Viterbe, Civitavecchia-Tarquinia et Orvieto-Todi. Son territoire d'une superficie de 876 km2 divisé en 27 paroisses regroupées en 2 archidiaconés. L'évêché est dans la ville de Civitavecchia où se trouve la cathédrale Saint François d'Assise. La cathédrale de Tarquinia est cocathédrale depuis sa fusion en 1986 avec Civitavecchia.

## Histoire
Le diocèse actuel est le résultat de l'union des diocèses de Tarquinia et de Civitavecchia par le décret Instantibus votis de la congrégation pour les évêques du 30 septembre 1986.

### Diocèse de Tarquinia
Tarquinia est un siège épiscopal datant du Ve siècle dont on connaît trois évêques : Apulée, qui participe au concile de Rome de 465 (it) ; Projet, présent au concile de Latran de 487 convoqué par le pape Félix III ; et Luciano, qui assiste au concile de Rome de 499 organisé par le pape Symmaque et peut-être aussi celui organisé par le pape Gélase Ier en 495. Plus tard, la ville tombe en ruine et le diocèse disparaît avec elle. Au IXe siècle, Tarquinia est une simple paroisse de campagne, la plebs Sanctae Mariae in Tarquinio dans le territorium Corgnetanense, dépendant de l'évêque du diocèse de Tuscania (it), attesté par un décret du pape Léon IV de l'évêque Virbono II (852). Le toponyme Corneto (Corgnetum ou Cornietum), attesté à partir du VIIIe siècle, fait référence à la nouvelle zone bâtie près de l'ancienne Tarquinia. Sur son territoire, se trouve une ecclesia Sancti Fortunati de Corneto mentionnée dans un rescrit du pape Célestin III de 1196 ; la seule église avec des fonts baptismaux est celle de Santa Maria de Castello, mentionnée dans une bulle pontificale du pape Honorius III de 1221. À partir de 1192, le territoire de Corneto est soumis aux évêques de Viterbe après l'union du diocèse de Tuscania avec celui de Viterbe par le pape Célestin III.
Le diocèse de Corneto est érigé le 5 décembre 1435 avec la bulle In supremae dignitatis du pape Eugène IV en prenant sur le territoire du diocèse de Viterbe et de Tuscania. Le diocèse, y compris la seule ville de Corneto, est rattaché au diocèse de Montefiascone, bien que les territoires des deux diocèses ne sont pas contigus. Le premier évêque des sièges unis est Pietro Dell'Orto (1435-1438). Son successeur, Bartolomeo Vitelleschi, est le neveu du puissant cardinal Giovanni Maria Vitelleschi ; Bartolomeo achève la construction de la cathédrale où il fait inhumer les restes de son oncle. En 1463, il publie les constitutiones diocesanae qui anticipe, non seulement dans l’esprit mais aussi dans la normalisation, ce qui sera promulgué, un siècle plus tard, au concile de Trente. Avec la peste de 1504, une longue période de déclin commence pour Corneto et, au cours des deux siècles suivants, la ville connaît un déclin démographique considérable. En 1710, les reliques de sainte Ferma, protectrice de Civitavecchia, sont découvertes à Corneto. Le 25 mars 1713, elles sont solennellement exposés à la vénération des fidèles puis déposées dans la cathédrale de Corneto. Au XVIIIe siècle, Corneto voit la présence de sainte Lucie Filippini et de saint Paul de la Croix.

### Diocèse de Civitavecchia
La présence d’une communauté chrétienne à Centumcellae remonte au moins au IIIe siècle. La ville est le lieu d'exil de chrétiens de haut rang ; selon la tradition, c'est à Centocelle que le pape Corneille est envoyé en exil ; c'est aussi dans cette ville que les saints Secondiano, Veriano et Marcelliano sont martyrisés, et dont fait mémoire le martyrologe hiéronymien.
Le diocèse est attesté pour la première fois au début du IVe siècle par l'évêque Epitetto Ier, qui participe au concile d’Arles de 314. Dans la seconde moitié du siècle, le siège de Centocelle est occupé par un évêque arien, Epitetto II, hérétique et serviteur de l'empereur Constance II, selon les mots de Lucifer de Cagliari ; il est parmi les évêques qui consacre l'antipape Félix II et qui participe au concile de Rimini en 359.
Les évêques de Centocelle sont connus jusqu'au XIe siècle, avec l'évêque Azzo, présent aux conciles romains organisés par le pape Benoît IX en 1036 et par le pape Léon IX en 1050. Plus tard, ce diocèse et celui de Blera (it) sont rattachés au diocèse de Tuscania ; dans l'église Saint-Pierre de Tuscania, il est fait mention de Richardus, praesul Tuscanus, Centumcellicus atque Bledanus, signe évident qu'à cette époque (1093), les trois diocèses sont réunis. C'est la dernière mention du diocèse de Centocelle. Lorsqu'en 1192 le diocèse de Tuscania est à son tour uni à celui de Viterbe, le territoire de Centocelle, maintenant appelé Civitas vetula, fait partie des possessions des évêques de Viterbe et le reste pendant six siècles et demi.
Au milieu du XVe siècle, on découvre de l'alun dans les monts de la Tolfa ; ce minéral qui est fondamental dans le domaine de la teinture, marque un tournant dans le développement de Civitavecchia, avec une croissance démographique considérable. Son port, d'où partent des navires chargés d'alun pour toute l'Europe, devient le port privilégié de la marine pontificale puis le principal port pour les marchandises, les pèlerins et les voyageurs se dirigeant vers Rome ; de plus, la ville devient le siège d'un gouverneur pontifical, la plaçant ainsi au même niveau que Viterbe. D'un point de vue religieux, la ville ne comprend qu'une seule paroisse, l'église Notre Dame des dominicains, à laquelle s'ajoute, au début du XIXe siècle, la paroisse saint François des conventuels.
Le 10 décembre 1825, par la bulle De Dominici gregis, le pape Léon XII crée le diocèse de Civitavecchia, en prenant sur le territoire du diocèse de Viterbe et de Tuscania, et l'unit au diocèse suburbicaire de Porto-Santa Rufina. En mémoire de l'ancien siège de Centocelle, le nouveau diocèse reçoit le titre ecclésiastique de dioecesis Centumcellarum. L'église de San Francesco est érigé en cathédrale. Le premier évêque du diocèse de Civitavecchia est le cardinal Bartolomeo Pacca, déjà titulaire du diocèse de Porto et de Santa Rufina. Le 5 septembre 1850, en vertu du décret consistorial Omnium Ecclesiarum sollicitududo, les villes de Tolfa et d' Allumiere sont séparées du diocèse de Sutri (it) et annexées à celui de Civitavecchia.

### Diocèse de Civitavecchia-Tarquinia
Le 14 juin 1854, par la bulle Romani Pontificis, le pape Pie IX supprime les unions précédentes avec Montefiascone et avec Porto et Santa Rufina, et unit aeque principaliter les diocèses de Corneto et de Civitavecchia. Par déférence à l'antique siège de Corneto, il est concédé à ce dernier le privilège de la première place dans la nouvelle dénomination du diocèse de Corneto et de Civitavecchia ainsi que la priorité lors de la cérémonie de prise de possession. En 1872, la ville de Corneto prend le nom de Tarquinia et le diocèse de Corneto change de nom pour devenir le diocèse de Tarquinia.
Le 30 septembre 1986, en vertu du décret Instantibus votis de la congrégation pour les évêques, les diocèses de Tarquinia et de Civitavecchia sont pleinement unis ce qui conduit à la naissance du diocèse de Civitavecchia-Tarquinia. L'église de Sant'Agostino, à la périphérie de Civitavecchia, est un lieu de pèlerinage qui abrite la Madonnina de Civitavecchia, une statue qui, du 2 février au 15 mars 1995, aurait versé des larmes de sang ; l'Église ne s'est pas encore prononcée sur le phénomène. En 2001, le musée diocésain Carlo Chenis est inauguré à Tarquinia et installé dans l'ancien palais épiscopal.

### Articles liés
- Liste des diocèses et archidiocèses d'Italie
- Liste des cathédrales d'Italie